# Pasaphylla libens
Pasaphylla libens är en skalbaggsart som beskrevs av Louis Albert Péringuey 1904. Pasaphylla libens ingår i släktet Pasaphylla och familjen Melolonthidae. Inga underarter finns listade i Catalogue of Life.